# قناة راين-ماين-دانوب

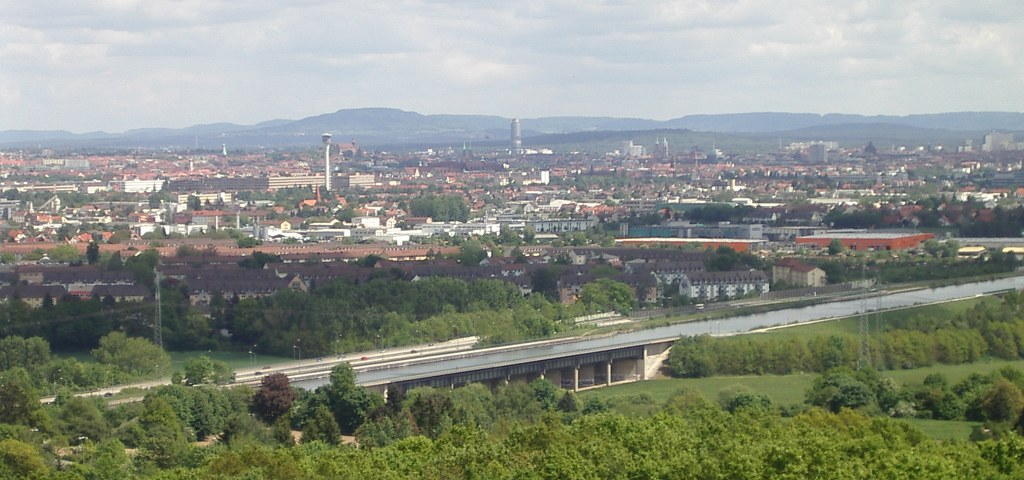
قناة الراين - مين - الدانوب (في المقدمة) بالقرب من نورمبرغ

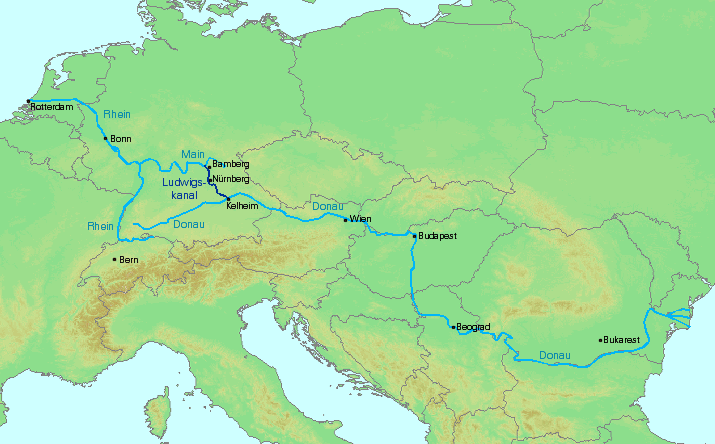
قناة لودفيغ في سياق نهر الراين والدانوب

قناة الراين - مين - الدانوب (بالألمانية: Rhein-Main-Donau-Kanal؛ وتسمى أيضًا قناة الدانوب الرئيسية، أو قناة RMD أو قناة أوروبا)، في بافاريا، ألمانيا، وتربط بين نهري ماين ودانوب عبر مستجمعات المياه الأوروبية، من بامبرغ عبر نورمبرغ إلى كلهايم. تربط القناة بحر الشمال والمحيط الأطلسي بالبحر الأسود، وتوفر شريانًا صالحًا للملاحة بين دلتا نهر الراين (في روتردام في هولندا)، ودلتا الدانوب في جنوب شرق رومانيا وجنوب غرب أوكرانيا (أو كونستانتساا، عبر قناة الدانوب - البحر الأسود). تم الانتهاء من القناة الحالية في عام 1992 ويبلغ 171 كيلومتر (106 ميل) طويل.

## البناء
ظهرت أولى الخطط الملموسة للممر المائي الجديد في عام 1938، لما يسمى Mindorfer Linie جنوب نورمبرغ. في وقت مبكر من عام 1939، بدأ العمل التحضيري الأول في تآلماسينغ في منطقة غوت. ومع ذلك، بعد الحرب العالمية الثانية تم إسقاط هذا الطريق. بحلول عام 1962، تم توسيع قناة ماين حتى أعلى المنبع مثل Bamberg. في عام 1966، تم التوصل إلى اتفاقية Duisburger Vertrag بين بافاريا وجمهورية ألمانيا الاتحادية لتمويل استكمال المشروع. تم توقيع العقد في 16 سبتمبر من ذلك العام في دويسبورغ من قبل وزير النقل الفيدرالي هانز كريستوف سيبوهم ووزير المالية الفيدرالي رولف دالغرون ورئيس الوزراء البافاري ألفونس غوبل جوبيل ووزير المالية البافاري كونراد بونر.
أصبح القسم الأخير الذي سيتم بناؤه، بين نورمبرغ وكلهايم، مثيرًا للجدل سياسيًا في السبعينيات والثمانينيات، ويرجع ذلك أساسًا إلى 34 كيلومتر (21 ميل) مقطع طويل عبر وادي التمول. في 25 سبتمبر 1992، تم الانتهاء من القناة. ما يعادل 2.3 مليار يورو تم استثمارها في البناء من 1960 إلى 1992. ما يقرب من 20 ذهب في المئة من ذلك لمشاريع حماية البيئة.

## الأبعاد
عادةً ما يكون المقطع العرضي للمجرى المائي شبه منحرف، 31 متر (102 قدم) وعرض في الأسفل 55 متر (180 قدم) على سطح الماء، 4 متر (13 قدم) من عمق المياه، ودرجة جانبية 1: 3 (أي 4x3x2 = 24 وهو الفرق بين العرضين العلوي والسفلي)؛ أكبر سفينة مصرح بها هي 190 متر (620 قدم)يبلغ طوله 11.45 متر (37.6 قدم). يبلغ عمق القناة في قفل Bamberg المتجه إلى Kelheim 2.70 متر (8.9 قدم). في الأقسام القليلة ذات المظهر الجانبي المستطيل، يكون العرض عادة 43 متر (141 قدم) (أي المتوسط بين العرضين العلوي والسفلي).
يبلغ طول القناة 171 كيلومتر (106 ميل)؛ ارتفاع القمة (بين أقفال هيلبولتشتاين وهو 406 متر (1,332 قدم) فوق مستوى سطح البحر. هذه هي أعلى نقطة على الأرض يتم الوصول إليها حاليًا بواسطة المراكب المائية التجارية من البحر.
يبلغ فرق الارتفاع على طول المنحدر الشمالي للقناة - من الطريق الرئيسي في بامبرغ إلى ارتفاع القمة - 175 متر (574 قدم)، مع 11 قفل. من ارتفاع القمة نزولاً إلى Altmühl في ديتفورت يوجد هبوط 51 متر (167 قدم) خلال ثلاثة أقفال. الفرق الإضافي في الارتفاع 17 متر (56 قدم) على طول Altmühl، مع قفلين آخرين، يبلغ إجمالي 68 متر (223 قدم) للمنحدر الجنوبي. هذا يعني أن نهاية القناة الدانوب 107.3 متر (352 قدم) فوق مستوى النهاية الرئيسية.